# Kanton Saint-Jean-de-Daye
Der Kanton Saint-Jean-de-Daye war von 1801 bis 2015 ein französischer Kanton im Arrondissement Saint-Lô, im Département Manche und in der Region Basse-Normandie; sein Hauptort war Saint-Jean-de-Daye. Der Kanton war 145,48 km² groß und hatte (1999) 6.194 Einwohner, was einer Bevölkerungsdichte von 43 Einwohnern pro km² entsprach.

## Gemeinden
Der Kanton bestand aus zwölf Gemeinden:
| Gemeinde               | Einwohner Jahr | Fläche km² | Bevölkerungsdichte | Code INSEE | Postleitzahl |
| ---------------------- | -------------- | ---------- | ------------------ | ---------- | ------------ |
| Amigny                 | 149 (2013)     | –          | – Einw./km²        | 50006      | 50620        |
| Cavigny                | 223 (2013)     | –          | – Einw./km²        | 50106      | 50620        |
| Les Champs-de-Losque   | 183 (2013)     | –          | – Einw./km²        | 50119      | 50620        |
| Le Dézert              | 546 (2013)     | –          | – Einw./km²        | 50161      | 50620        |
| Graignes-Mesnil-Angot  | 806 (2013)     | –          | – Einw./km²        | 50216      | 50620        |
| Le Hommet-d’Arthenay   | 393 (2013)     | –          | – Einw./km²        | 50248      | 50620        |
| Le Mesnil-Véneron      | 122 (2013)     | –          | – Einw./km²        | 50324      | 50620        |
| Montmartin-en-Graignes | 576 (2013)     | –          | – Einw./km²        | 50348      | 50620        |
| Pont-Hébert            | 1.746 (2013)   | –          | – Einw./km²        | 50409      | 50880        |
| Saint-Fromond          | 772 (2013)     | –          | – Einw./km²        | 50468      | 50620        |
| Saint-Jean-de-Daye     | 608 (2013)     | –          | – Einw./km²        | 50488      | 50620        |
| Tribehou               | 517 (2013)     | –          | – Einw./km²        | 50606      | 50620        |

## Bevölkerungsentwicklung
| 1962 | 1968 | 1975 | 1982 | 1990 | 1999 |
| ---- | ---- | ---- | ---- | ---- | ---- |
| 6853 | 7080 | 6916 | 6525 | 6158 | 6194 |